# 미국-베트남 관계
미국과 베트남 간의 공식적인 외교 관계는 19세기 앤드루 잭슨 당시 미국 대통령 시기에 시작되었으나, 미국이 프랑스의 침공으로부터 베트남 왕국을 보호하는 것을 거부하면서 양국 관계는 악화되었다.
제2차 세계 대전 동안, 미국은 프랑스령 인도차이나에서 일본군과 싸우는 베트민을 비밀리에 지원하였으나, 공식적인 동맹은 수립되지 않았다. 1954년 프랑스령 인도차이나가 해체된 이후, 미국은 공산주의 북베트남에 반대하여 자본주의 남베트남을 지원하였고, 베트남 전쟁 중에는 북베트남과 직접 싸웠다. 1973년 미국이 철수하고 1975년 남베트남이 함락된 이후, 미국은 베트남 보트피플 문제와 베트남 전쟁 포로 및 실종자 문제에 대한 우려로 인해 무역 금수 조치를 적용하고 베트남과의 관계를 단절하였다. 관계를 재수립하려는 시도는 수십 년간 실현되지 않았으며, 1990년대에 들어서야 미국 대통령 빌 클린턴이 외교 관계 정상화를 시작하였다. 1994년, 미국은 베트남에 대한 30년에 걸친 무역 금수 조치를 해제하였으나, 다른 제재들은 남아 있었다. 무역은 허용되었지만 정상적인 조건은 아니었고, 베트남의 대미 수출품은 여전히 40~80% 범위의 높은 관세를 적용받았다. 이듬해 양국은 대사관과 영사관을 각각 설치하였다. 두 나라 간의 관계는 21세기에도 계속해서 개선되었다.
베트남은 현재 남중국해의 영토 분쟁과 중국의 팽창주의 억제라는 지정학적 맥락에서 특히 미국의 잠재적 동맹국으로 간주되고 있다. 미국에 대해 가장 우호적인 여론을 가진 국가 중 하나인 베트남은 이러한 긍정적인 시각을 가진 유일한 공산주의 국가이다. 1995년 외교 관계 정상화 이후 모든 미국 대통령은 최소 한 차례 이상 베트남을 방문했으며, 이는 미국의 아시아 중점 정책에서 베트남의 중요성을 부각시킨다. 이러한 방문은 정치적 차이에도 불구하고 베트남 국민들로부터 환영받았다.
210만 명이 넘는 베트남계 미국인은 주로 베트남 전쟁 이후 미국으로 이주한 이민자들로 구성되어 있으며, 이들은 전 세계 해외 베트남인의 거의 절반에 해당한다.

## 역사

### 베트남 전쟁

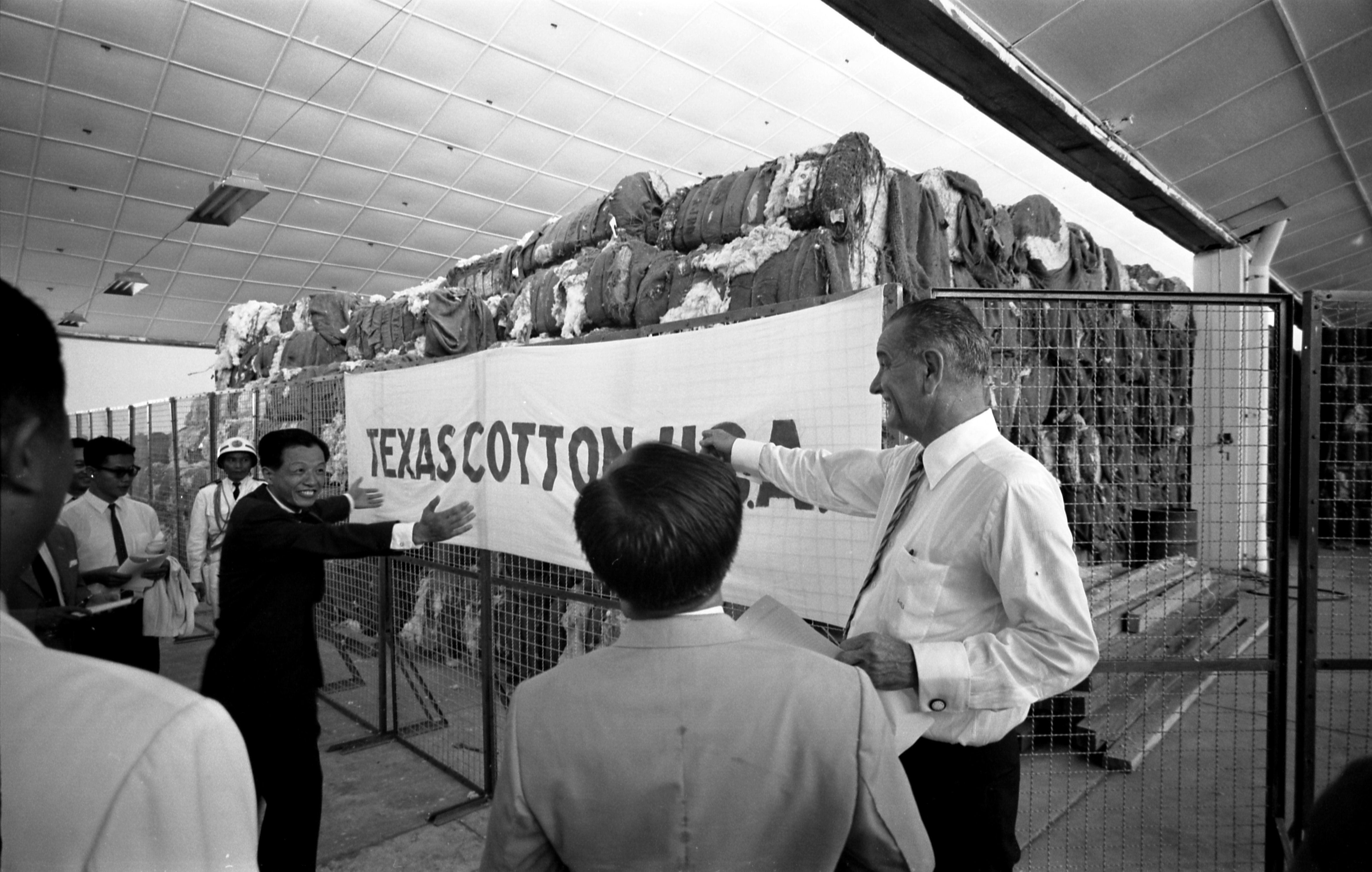
1961년 사이공을 방문한 린든 B. 존슨 부통령

제2차 세계 대전 종전 이후의 탈식민지 물결 속에서, 제1차 인도차이나 전쟁은 프랑스 제4공화국을 프랑스령 인도차이나에서 몰아냈다. 1954년 제네바 회의에서 프랑스령 인도차이나는 해체되고 북베트남, 남베트남, 캄보디아, 라오스로 구성된 독립 국가들로 대체되었다. 그러나 냉전이 지속되면서 정치 이념이 주요 쟁점이 되었다. 베트남은 두 개의 대립 국가로 분단되었는데, 북베트남은 공산주의 국가로 프랑스와 싸웠으며 이에 따라 미국의 이념과 대립하게 되었고, 남베트남은 자본주의 국가로 프랑스와 협력하였으며 공산주의를 억제해야 한다는 미국의 지정학적 관점과 대체로 일치하였다. 두 국가는 북위 17도선에서 분할되었는데, 이는 6.25 전쟁 당시 북한과 남한을 나눈 북위 38도선과 유사하다. 제네바 회의에서는 1956년 7월까지 통일 베트남 국가 수립을 위한 총선을 실시하기로 하였으나, 남베트남과 미국 대표단은 이를 직접 승인하거나 수용하지 않았으며, 남베트남 지도자 응오딘지엠은 선거를 허용하지 않았다.
미국은 제1차 인도차이나 전쟁 당시 이미 프랑스를 지원한 데 이어 남베트남을 지원하였다. 미국은 베트남 공화국 육군을 훈련하고 지원하기 위해 군사 고문단을 파견하였으며, 국가 현대화를 위한 막대한 자금을 투입하였다. 그러나 이는 미국과 북베트남 간의 긴장을 초래하였다. 1964년 통킹만 사건 이후 긴장은 최고조에 달했는데, 미국은 베트남 인민군 해군이 두 차례에 걸쳐 USS 매독스 및 기타 미 해군 함정을 공격했다고 주장하였다. 첫 번째 사건은 USS 매독호에 거의 피해를 주지 않았고 베트남 측에서는 10명의 사상자 (사망 4명, 부상 6명)를 냈으나, 두 번째 사건은 논쟁의 여지가 있었으며 2000년대에 발생하지 않았음이 입증되었다. 그러나 당시 린든 B. 존슨 미국 대통령은 두 사건을 모두 보복 조치를 취하기 위한 정당한 근거로 삼았으며, 미국 의회는 신속히 통킹만 결의안을 통과시켜 베트남에 미군을 파병할 권한을 부여하였다.

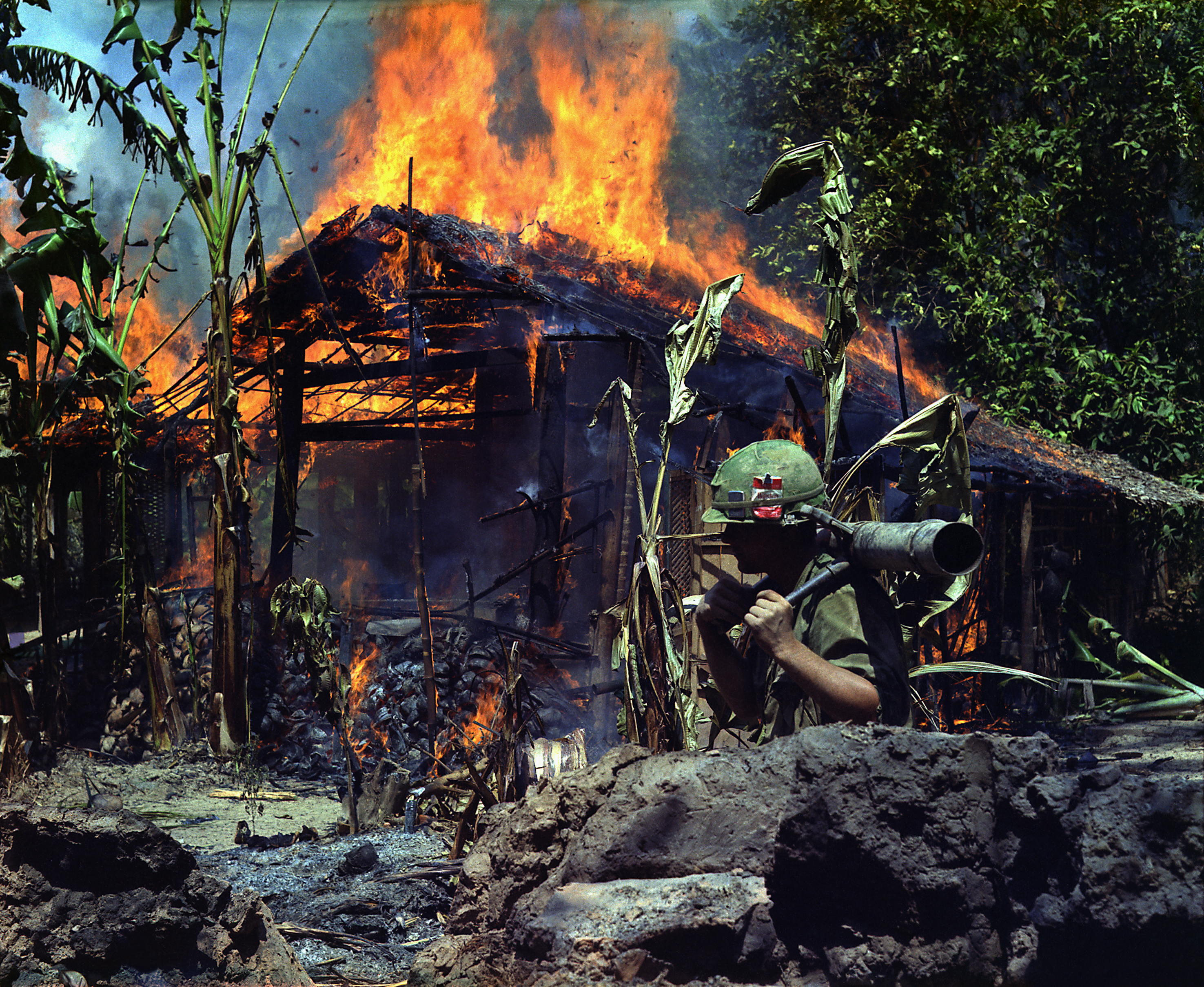
1968년 베트남 전쟁 중 베트콩 기지 캠프를 불태운 미군 병사들

통킹만 사건은 서방 세계에서 "베트남 전쟁"으로 알려진 제2차 인도차이나 전쟁에서 미국의 개입을 시작하게 했다. 11년 동안 미국, 남베트남, 그리고 그들의 동맹국들은 북베트남, 베트콩, 그리고 그들의 동맹국들과 싸웠다. 미국과 남베트남은 제공권, 근접항공지원, 중앙정보국(CIA)이 주도한 정보 작전 등을 활용했지만, 북베트남과 베트콩은 게릴라전을 활용했으며, 전쟁이 진행되면서 그들의 전술은 점차 정규전 양상으로 변화하였다. 베트남 전쟁은 모든 당사자들에게 있어 대규모의 시도였다. 북베트남과 베트콩은 1966년까지 약 69만 명의 병력을 보유하고 있었고, 남베트남은 1972년까지 150만 명의 병력을 보유했다. 미국은 전쟁에 개입하는 동안 총 270만 명의 병력을 파병했으며, 1969년 4월에는 그 수가 정점에 달해 54만 3천 명에 이르렀다. 미국은 남베트남의 기반 시설을 구축하고, 군대와 경찰을 훈련시키며, 국가를 현대화하려는 노력에 약 1,400억 달러 (2011년 기준으로 약 9,500억 달러)의 직접적인 비용을 지출했다. 전쟁으로 인한 인명 피해와 파괴는 막대했으며, 양측의 전투원과 비전투원을 합쳐 약 130만에서 340만 명이 사망했다. 미국 사회는 이 전쟁으로 인해 크게 분열되었으며, 이는 반문화 현상과 민권 운동이 정점에 달했던 시기와 일치했다. 베트남 전쟁에 대한 미국의 개입에 반대한 움직임은 이러한 사회 운동들과 관련이 있었지만, 그 자체로도 독립적이고 중요한 운동이었다. 미국 내에서 베트남에 대한 동정과 시각은 정치적 입장에 따라 달랐으며, 미국 정부 내에서도 전쟁을 지지하는 정치인들과 반대하는 정치인들 사이에 분열이 존재했다.

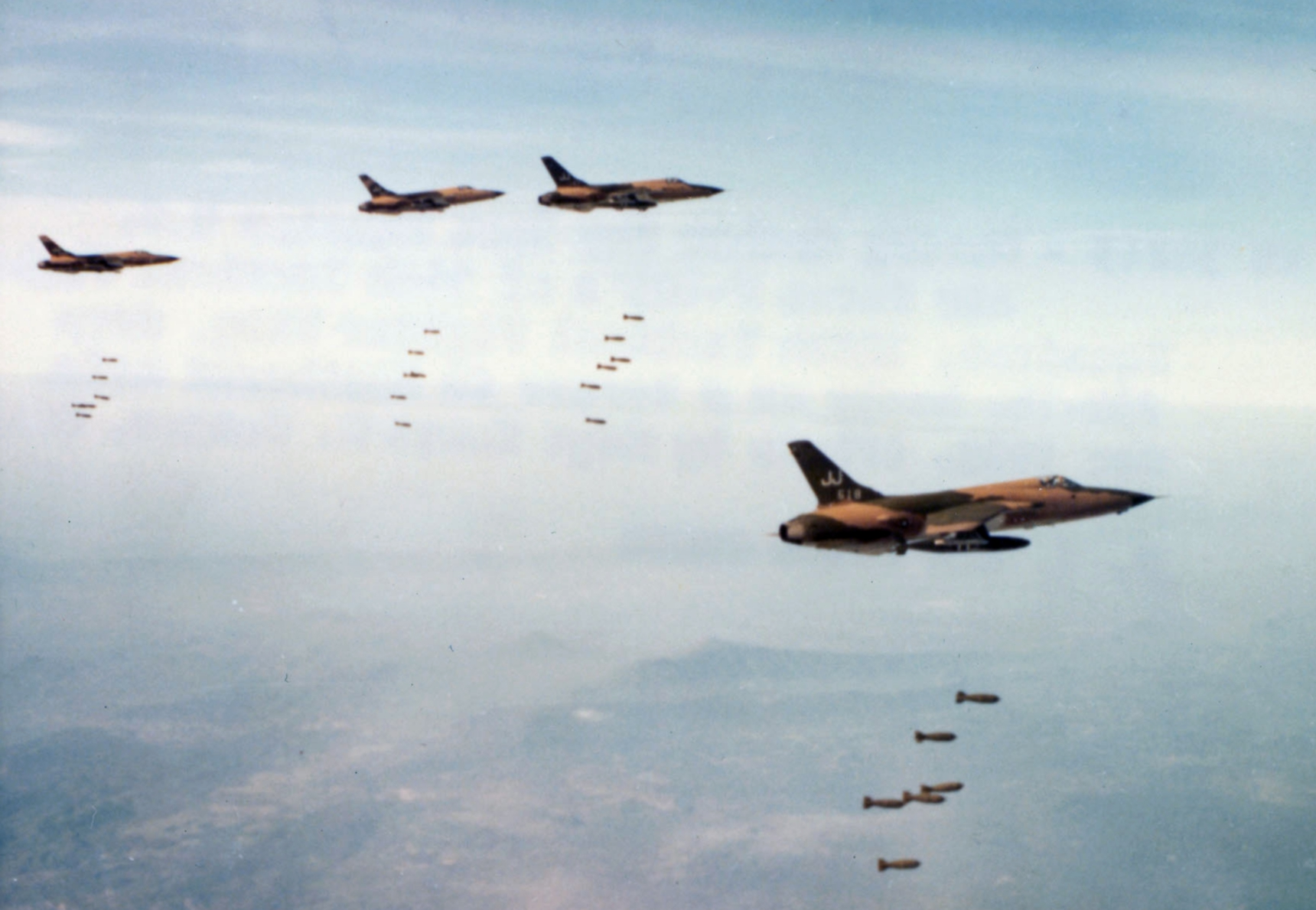
1965년부터 1968년까지 롤링 썬더 작전 중 북베트남 폭격

미국에게 있어 베트남 전쟁은 정치 이념의 충돌이라는 냉전적 갈등이었다. 미국은 표면적으로는 자유, 자결, 주권 수호라는 명분 아래 개입했으나, 이는 공산주의가 주요 요소가 아닐 경우에만 해당되었다. 그러나 북베트남은 공산주의 국가였으며, 공산주의 중국과 소련과 관계를 맺고 있었고, 크메르 루주와 파테트라오 같은 인도차이나 내 다른 공산주의 조직들의 포위와 지원을 받고 있었다. 이는 공산주의가 전 세계적이고 단일한 세력이라는 인식에 신빙성을 더해주었다. 북베트남을 패배시킴으로써 공산주의의 "폭정과 침략"을 저지할 수 있으며, 인도차이나의 안보를 유지하고 남베트남 주도의 통일 베트남이 이 지역에서 공산주의에 맞서는 방파제 역할을 할 수 있다는 판단이 있었다.
북베트남에게 있어 미국과의 전쟁은 단지 더 큰 독립 전쟁의 연장이었다. 그들의 시각에서 미국은 단지 프랑스를 대신해 독립, 북베트남 주도의 민족 통일, 그리고 인도차이나에서의 공산주의와 탈식민지 국가의 부상을 가로막는 또 다른 열강 제국주의 세력일 뿐이었다.

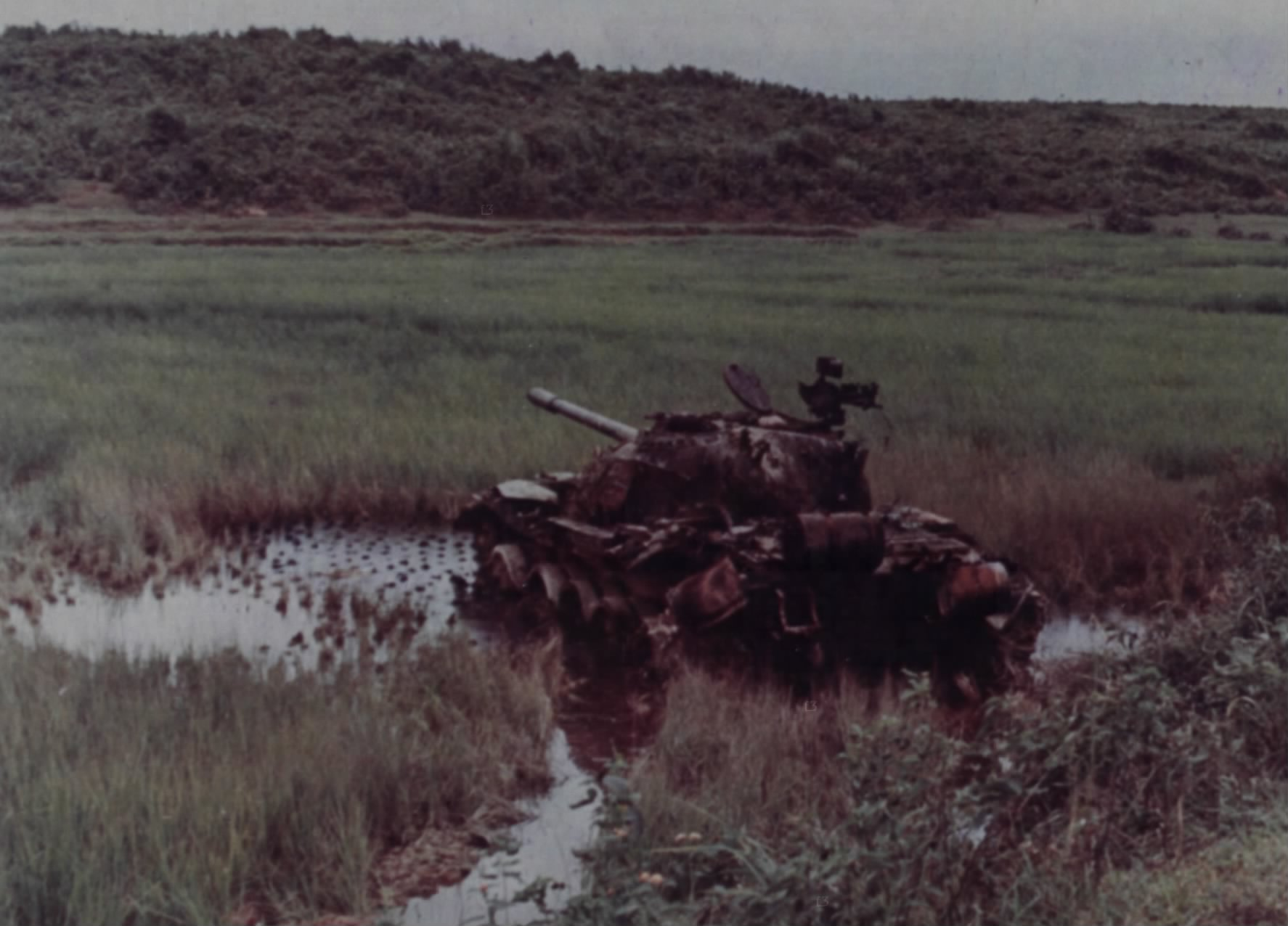
1972년 베트남 인민군 T-54 전차 잔해, 베트남 공화국 육군 병사들에 의해 파괴됨

1969년, 베트남 전쟁이 미국 내에서 점점 인기를 잃자, 미국 대통령 리처드 닉슨은 "베트남화"라는 계획을 시행하였다. 이 계획은 미국 군대가 전투 역할에서 철수하고 대신 정보 제공, 지원, 그리고 물류만 제공하며, 궁극적인 목표는 남베트남이 스스로 전쟁을 치를 수 있는 자급자족 국가가 되는 것이었다. 1972년까지 미국 군대는 대부분 철수하였고, 그들의 작전은 항공 지원, 포병 지원, 고문, 그리고 물자 수송으로 제한되었다. 1973년 1월 27일, 미국, 북베트남, 남베트남, 베트콩 대표들이 파리 평화 협정에 서명하였다. 협정은 휴전, 모든 미국 군대 철수, 북베트남 군대의 남부 주둔 유지, 그리고 궁극적인 베트남 통일을 "평화적인 방법을 통해" 이루도록 요구하였다. 그러나 실제로 1973년 3월, 마지막 미국 전투 부대가 베트남을 떠나고, 1973년 케이스-처치 수정안에 따라 미국이 인도차이나에서 군사 지원을 사실상 금지당하면서, 북베트남이 남베트남 방어를 압도하는 것을 막을 효과적인 방법이 없었고, 협정은 실질적으로 이행할 수 없게 되었다.
북베트남과 남베트남은 1973년부터 1975년까지 2년 동안 계속 싸웠지만, 남베트남은 익숙해져 있던 미국의 지원 없이 싸워야 했고, 병사들에게 급여를 지급하거나 제대로 보급할 재정적 여력이 부족했기 때문에, 북베트남군에게 인원과 영토에서 심각한 손실을 입었다. 1975년 3월, 북베트남의 보응우옌잡은 미국의 결의를 시험하기 위해 반띠엔중을 보내 부온마투옷 공격을 개시하게 했고, 미국 의회가 남베트남에 대한 지원 시도를 차단하자, 잡은 남베트남에 대한 전면 침공을 개시했다. 그해 4월 말까지 북베트남군은 남베트남의 수도인 사이공을 포위하게 되었다. 미국은 프리퀀트 윈드 작전을 개시해 해군 제76기동함대를 파견하였고, 북베트남군이 도시를 점령하기 전에 사이공에서 대피 작전을 수행했다. 당초에는 미국 대사관 직원들만 대피시킬 계획이었지만, 결국 헬리콥터를 타고 탑승하거나 직접 항공기를 몰고 온 남베트남 민간인과 군인들도 받아들였으며, 착륙 공간을 확보하기 위해 사용되지 않는 항공기들을 항공모함에서 바다로 밀어내는 일도 발생했다. 프리퀀트 윈드 작전을 통해 총 1,373명의 미국인과 5,595명의 베트남인 및 제3국 국적자가 헬리콥터로 대피했으며, 이 작전 또는 자력 탈출을 통해 미국의 보호 아래 난민으로 처리된 베트남인의 총 수는 138,869명이었다. 그 직후 북베트남군이 사이공을 점령하면서 베트남 전쟁은 북베트남의 결정적인 승리로 끝났고, 현대 베트남 사회주의 공화국으로의 통일이 시작되었다. 사이공은 호찌민시로 개명되었지만, 베트남의 수도는 여전히 하노이에 남아 있다.

### 21세기
미국 대통령 빌 클린턴은 2000년 11월, 베트남을 역사적으로 방문했다. 그는 하노이를 공식 방문한 최초의 미국 지도자이자, 1975년 미군이 베트남에서 철수한 이후 처음으로 베트남을 방문한 미국 대통령이다.
2006년 2년간의 중단 후 연례 양자 인권 대화가 재개되었다. 미국과 베트남은 2000년 7월, 양자 무역 협정에 서명하였으며, 이 협정은 2001년 12월에 발효되었다.  2003년 양국은 마약 단속 협약서 (2006년 개정), 민간 항공 협정, 섬유 협정을 체결했다. 2007년 1월, 미국 의회는 베트남에 대한 영구적 정상 무역 관계(PNTR)를 승인하였다. 2015년 7월에는 미국이 베트남 공산당 총서기인 응우옌푸쫑을 초청했으며, 이는 버락 오바마 행정부가 베트남과의 관계 개선을 위해 노력한 끝에 베트남 공산당 총서기가 미국을 방문한 최초의 사례였다.
2019년 2월 27일부터 28일까지 2019년 북미정상회담이 베트남 하노이에서 북한 최고 지도자 김정은과 미국 대통령 도널드 트럼프 간에 개최되었다.

## 경제 관계

### 미국-베트남 무역 관계
베트남의 도이 머이 개혁이 시작된 이후, 베트남에 대한 외국인 직접 투자가 가능해졌다. 양국 간 정치적 화해 이후 무역과 경제 관계는 크게 확대되었다. 2023년 양국 간 상품 교역 규모는 1,240억 달러에 달했으며, 이 중 1,140억 달러는 베트남의 대미 수출이었다. 이는 베트남을 미국의 10대 교역국으로 만들었으며, 미국은 베트남의 가장 중요한 수출 시장이 되었다. 낮은 생산 비용으로 인해 미국은 처음에는 주로 베트남산 섬유 제품을 수입했으나, 고기술 제품의 수입도 증가 추세에 있다. 미국과 중국 간 무역 갈등이 시작된 이후 많은 미국 기업들이 공급망 다변화를 위해 베트남에 투자하고 있다. 예를 들어, 애플은 점차 중국에서 베트남과 인도로 제조 시설을 이전하고 있다. 베트남 경제의 성장과 함께 베트남 기업들도 미국에서 활발히 활동하고 있다. 예컨대 베트남 자동차 제조업체인 빈패스트는 2022년 노스캐롤라이나주에 전기차 생산 시설 건설을 발표했다.